# كيكومان
شركة كيكومان (باليابانية: キッコーマン株式会社، بالروماجي: Kikkōman Kabushiki-gaisha) هي شركة يابانية مصنعة للمواد الغذائية. تتضمن منتجاتها وخدماتها الأساسية صلصة الصويا، التوابل والنكهات الغذائية، ميرين، شوتشو، ساكي، العصائر وبعض المشروبات الأخرى، الأدوية، وخدمات إدارة المطاعم.
تمتلك كيكومان مصانع ومكاتب في اليابان، الولايات المتحدة، هولندا، سنغافورة، تايوان، الصين وكندا. كيكومان هي أشهر شركة لصلصة الصويا في اليابان والولايات المتحدة. يوجد المقر العام للشركة في قرية سابامير في مقاطعة خرونينغن بهولندا، بدأ مصنع في هذه المنطقة العمل سنة 1997 والآن يصنع أكثر من 400 مليون لترا من صلصة الصويا في السنة.

## التاريخ
صلصة الصويا بأسلوب اليابان الغربي المسماة «شويو» هي توابل معروفة ل300 سنة، وتعتبر كيكومان أكبر شركة مصنعة للشويو في العالم، والشركة «المسؤولة عن تعريف الغرب بالشويو».
أسست سنة 1917 وهي متموقعة في نودا (تشيبا) بمقاطعة تشيبا باليابان، وتتكون من ثمانية شركات عائلية أسستها عائلتا «موجي» و «تاكاناشي» ابتداء من سنة 1603.

## منتوجات

### صلصة الصويا
تصنع صلصة صويا كيكومان بشكل طبيعي؛ بعد تنقيع حبوب فول الصويا في الماء لمدة طويلة يتم تبخيرها بدرجة حرارة مرتفعة قبل خلطها مع قمح مشوي مكسر، يضاف الملح الذي يلعب دور عميل مضاد للبكتيريا ومادة حافظة. بعد ذلك يضاف جنس من عفن الرشاشيات للخليط ويترك لثلاثة أيام لصنع «شويو كوجي» الذي هو أساس صلصة الصويا، ثم ينقل لخزان ويخلط مع محلول ملحي ليصبح خليطا يسمى «مورومي». تمر أشهر عديدة تتم فيها مجموعة من العمليات العضوية تحتوي على حمض اللبنيك، وتتم عملية تخمر كحولية وحمضية عضوية لإضافة نكهات مميزة. يضغط ال«مورومي» بعد ذلك عبر طبقات من القماش لحوالي عشر ساعات لاستخلاص المنتوج الخام. في المرحلة الأخيرة من العملية تترك صلصة الصويا لتتفكك لمدة 3 إلى 4 أيام، ثم تبستر باستخدام البخار وهشا يوقف أي نشاط إنزيمي، وهكذا يكون المنتوج الأخير جاهزا للفحص والتعبئة في قنينات. كيكومان لها تصميم قنينة مميز لصلصة الصويا الخاصة بها وقد صممها «كينجي إكوان» سنة 1961.
تصنع كيكومان صلصة تيرياكي أيضا، وقد بدأت في إنتاجها سنة 1968.

## معرض

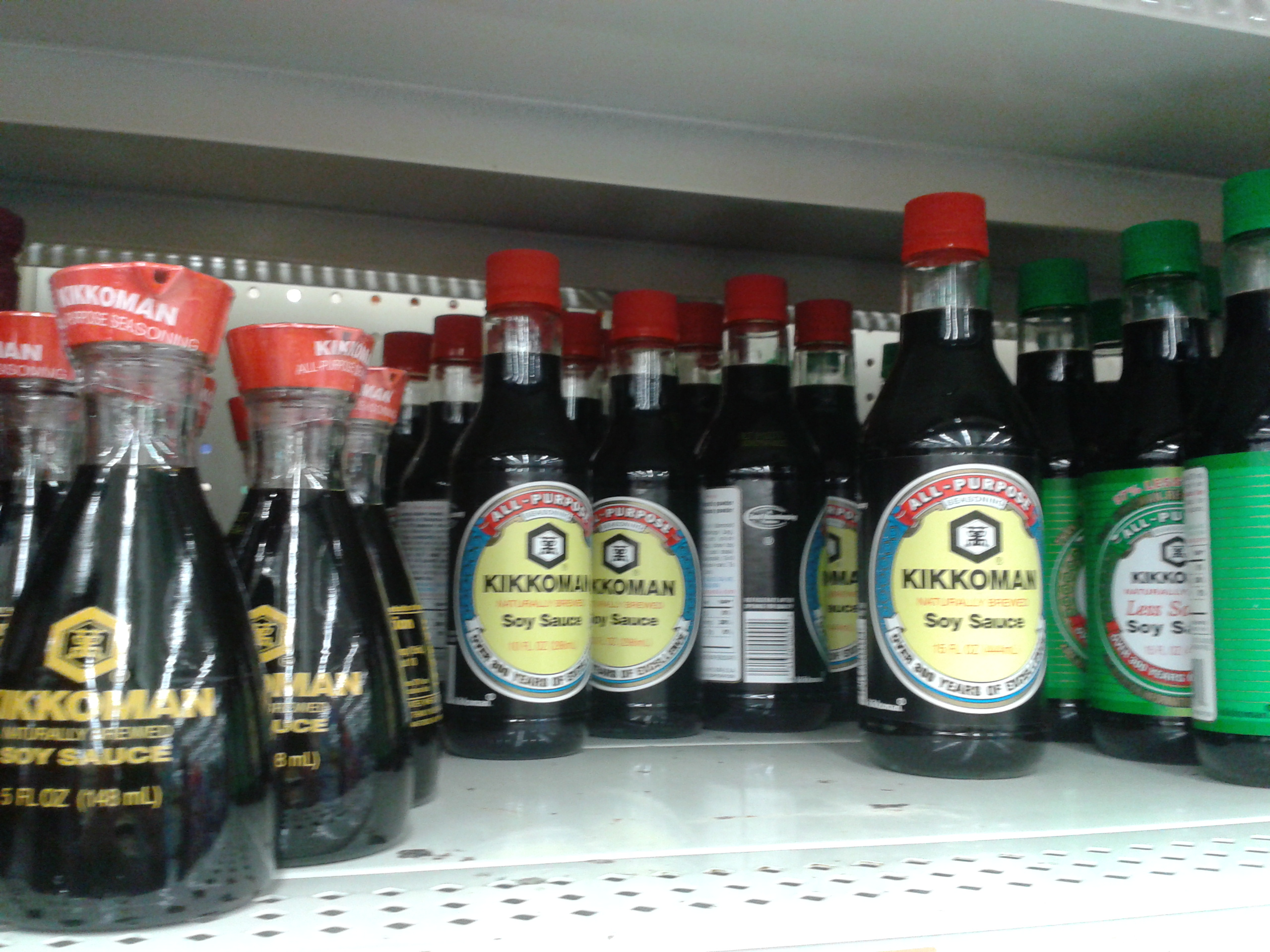
قنينات صلصة صويا كيكومان
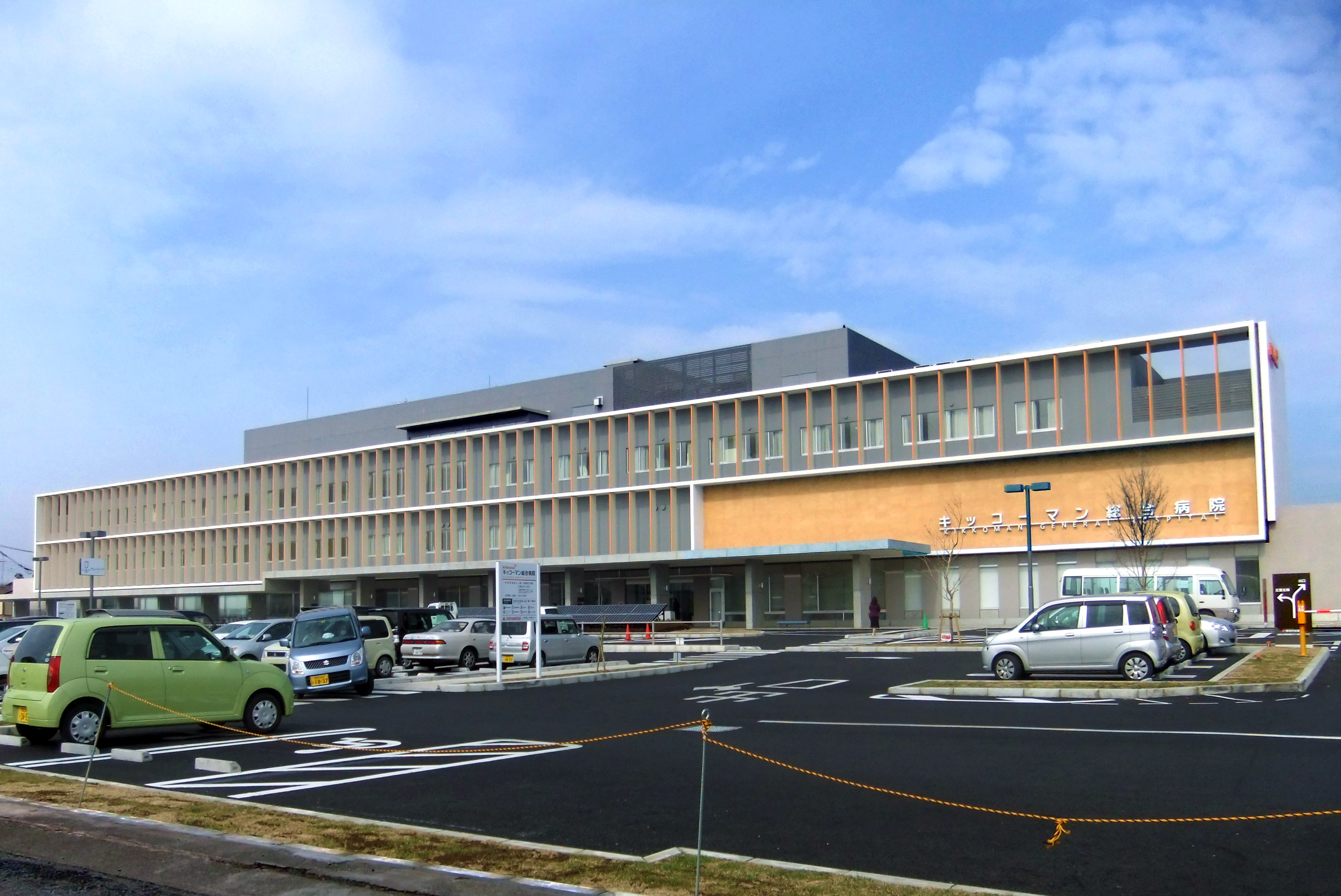
مستشفى كيكومان الرئيسي بنودا، اليابان
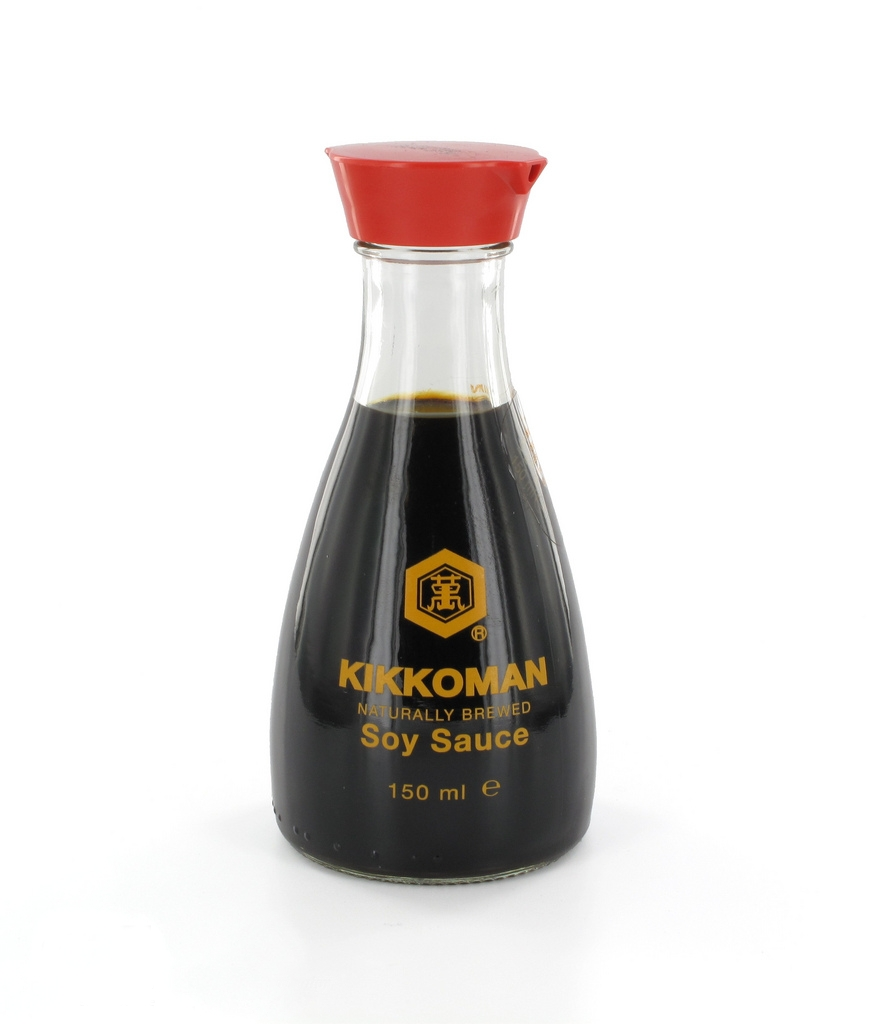
قنينة صلصة صويا كيكومان